# Hugo Luther
Hugo Luther (* 18. November 1849 in Wolfenbüttel; † 30. Juni 1901 in Goslar; vollständiger Name: Hugo Wilhelm Adolf Luther) war ein deutscher Maschinenbau-Ingenieur und Unternehmer.

## Leben und Werk
Er war der Sohn des Mühlenbaupioniers Gottlieb Luther (1813–1879), der 1852 die Mühlenbauanstalt Luther & Peters in Wolfenbüttel gründete. Hugo Luther besuchte das Wolfenbütteler Gymnasium, sammelte praktische Erfahrungen im väterlichen Betrieb und studierte anschließend von 1869 bis 1873 Maschinenbau am Zürcher Polytechnikum und an der Technischen Hochschule München. Er arbeitete als Ingenieur in Wien und befasste sich bei seinem darauffolgenden Aufenthalt in Temesvar mit der Konstruktion und dem Bau von Flussbaggern.

### Leitung und Ausbau des Unternehmens

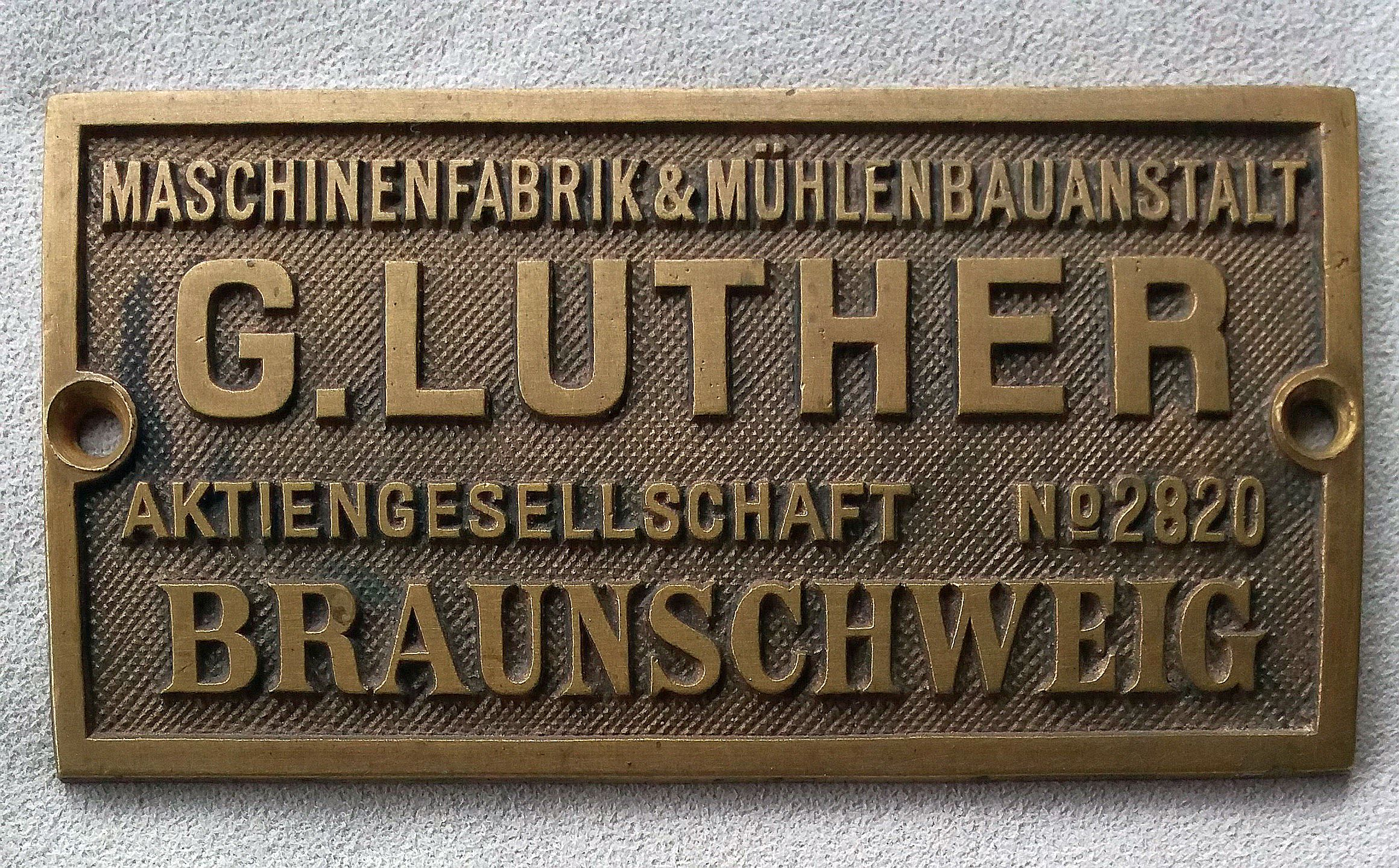
Herstellerschild der Maschinenfabrik und Mühlenbauanstalt G. Luther (seit 1898 eine Aktiengesellschaft)

Er kehrte 1875 in das nach Braunschweig umgezogene väterliche Unternehmen zurück, dessen Alleininhaber er 1879 nach dem Tod des Vaters wurde. Das unter der Firma Maschinenfabrik und Mühlenbauanstalt G. Luther (Luther-Werke) geführte Unternehmen bezog Ende 1877 mit 80 Mitarbeitern neue Hallen an der Frankfurter Straße. Es entstand eines der führenden Unternehmen in den Bereichen Mühlen-, Turbinen- und Speicherbau sowie Herstellung von Hafenausrüstungen. Im Jahr 1888 erfolgte die Umwandlung in eine Kommanditgesellschaft. Die drei Kommanditisten Ernst Amme, Carl Giesecke und Julius Konegen schieden 1894 aus und gründeten in Braunschweig das Konkurrenzunternehmen Amme, Giesecke & Konegen (AGK). Im Gegenzug expandierten 1897 die Luther-Werke durch Übernahme der Mühlenbauanstalt und Maschinenfabrik vorm. Gebrüder Seck im Zschachwitzer Ortsteil Sporbitz (seit 1950 Stadtteil von Dresden). Es entstand ein Unternehmen von Weltgeltung, das 1898 in eine Aktiengesellschaft umgewandelt wurde. Im gleichen Jahr wurde Hugo Luther mit der Grashof-Denkmünze des Vereins Deutscher Ingenieure (VDI), dessen Mitglied er war, ausgezeichnet. Luther zog sich ein Jahr später aus gesundheitlichen Gründen aus dem Unternehmen zurück und starb 1901.
Die Luther-Werke wurden 1925 Teil der Mühlenbau und Industrie AG (MIAG).
In Braunschweig wurde 1935 die Hugo-Luther-Straße nach ihm benannt.